# Saalemündungsgruppe
Die Saalemündungsgruppe ist eine archäologische Kultur, die von etwa 1300 v. Chr. (Bronzezeit) bis etwa 750 v. Chr. (Eisenzeit) datiert wird. Wichtigste nachfolgende Kultur ist die Hausurnenkultur (750 bis 525/450 v. Chr.).

## Verbreitung

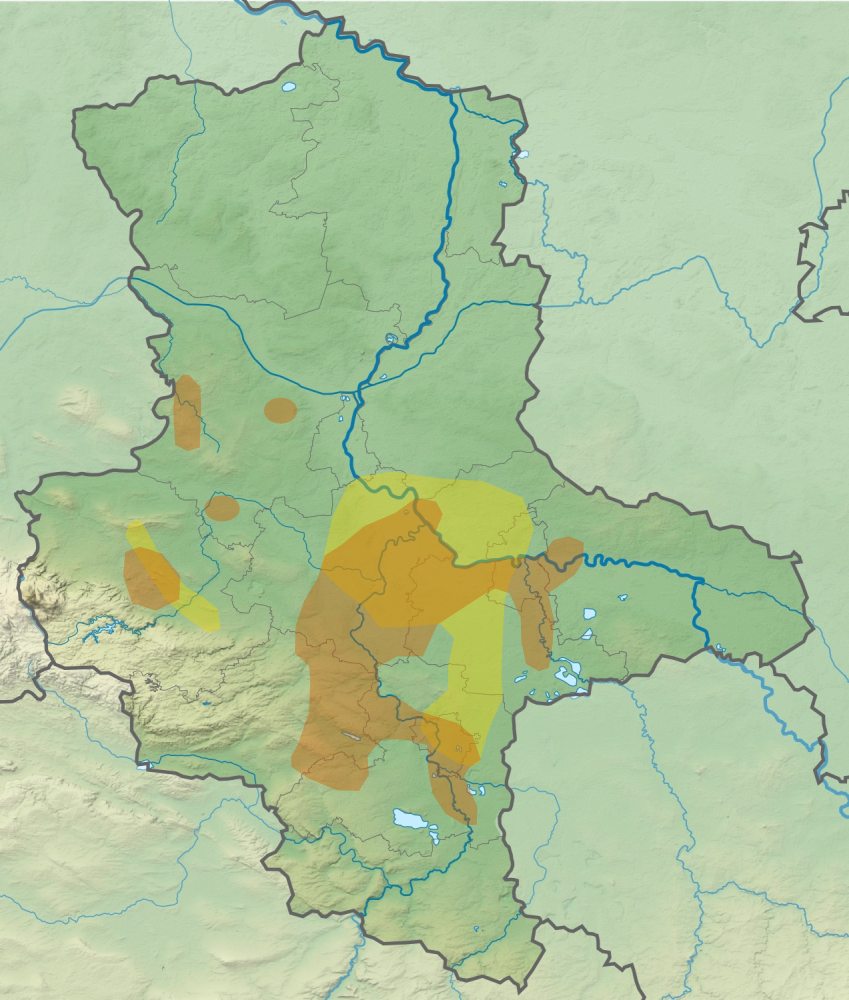
Verbreitungsgebiet der Saalemündungsgruppe in Sachsen-Anhalt. Gelb: frühe und mittlere Phase; orange: späte Phase

Die Saalemündungsgruppe war vom Braunschweiger Land über das Nordharzgebiet bis in die Elbe-Mulde-Region verbreitet. Die Genese dieser Gruppe ist nicht geklärt. In der Sachkultur zeigen sich Einflüsse der umgebenden Gruppen. Benachbart waren im Osten die Lausitzer Kultur, im Norden die Elb-Havel-Gruppe sowie im Süden die Unstrutgruppe. Ab 1000 v. Chr. änderten sich der Bestattungsbrauch und das Keramikdekor wohl unter Einflüssen aus dem Raum Altmark und Brandenburg, Zeichen eines mehrere Jahrhunderte andauernden kulturellen Umbruchs, der später zur Hausurnenkultur der frühen Eisenzeit führte. Die Unterschiede in Art und Anzahl der Metallbeigaben in den Gräbern lassen die Annahme einer Ranggesellschaft zu. Zu den obersten Statussymbolen gehörten anscheinend bei den Frauen zwei goldene Haarringe und bei den Männern importierte Metallgefäße aus dem Karpatenbecken.

## Bestattung
Anfänglich dominierte die Brandbestattung. Die Verstorbenen wurden verbrannt und in Urnen – doppelkonische Gefäße oder breitrandige Terrinen – in der Regel einzeln und selten auch zu zweit in Steinpackungsgräbern beigesetzt. Als Grabbeigaben dienten Krüge und Becher. Diese Bestattung wurde jedoch allmählich abgelöst von der in Steinkisten, deren Nutzung ab dem 1. Jahrtausend v. Chr. zunehmend einsetzte. Zudem entstanden immer häufiger durch mehrmalige Belegung ganze Familiengräber.

## Hausbau und Siedlungswesen
Außer einem Grundriss eines 14 mal 5 Meter großen Pfostenhauses bei Wulfen, Landkreis Anhalt-Bitterfeld, wurden von den Wohnplätzen der Saalemündegruppe bislang nur etliche runde Vorratsgruben gefunden.